# Teplotní valence

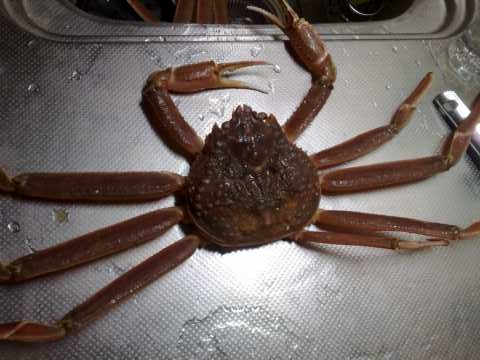
krab Chionoecetes opilio má velmi úzkou teplotní valenci, je to tedy stenotermní organismus. Vyžaduje velmi úzký rozsah teplot mořské vody, v níž žije.

Teplotní valence je rozsah teplot, v nichž je daný organismus schopen žít. Pro každý organismus je teplotní valence individuální. Když je trvaleji překročena hranice teploty, organismus zpravidla hyne. Rozlišujeme organismy s úzkou teplotní valencí a širokou teplotní valencí:
- Eurytermní organismy snášejí široký rozsah teplot.
- Stenotermní organismy snášejí pouze úzký rozsah teplot.